# Isak Hermann Albrecht Schumacher

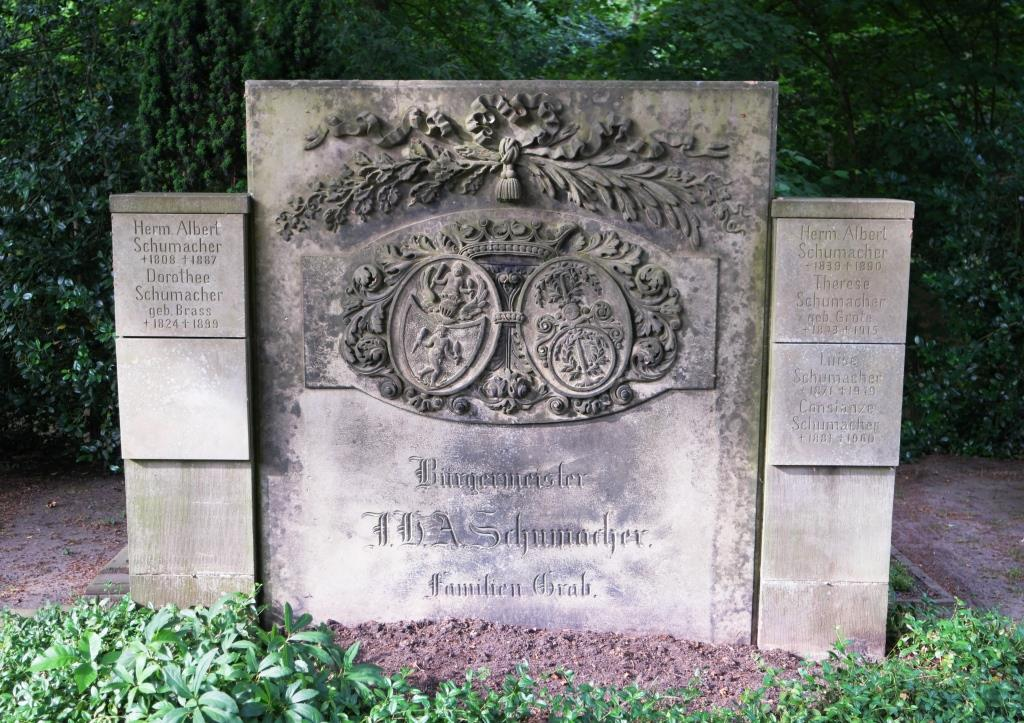
Grab von Isak Hermann Albrecht Schumacher auf dem Riensberger Friedhof

 Isak (Isaac) Hermann Albrecht Schumacher  (* 27. Juli 1780 in Bremen; † 3. August 1853 in Bremen) war ein Jurist, Bremer Senator und Bremer Bürgermeister.

## Biografie
Schumacher war der Sohn des Oldenburgischen Hofrats Albert Schumacher und der Archivarstochter Adelheid Schumacher, geb. von Post. Er wuchs auf dem Gut Landruhe in Horn auf. Schumacher war in erster Ehe  mit der Senatorentochter Margaretha Oelrichs verheiratet. Der Ehe entstammten fünf Kinder, darunter Senator Hermann Albert Schumacher (1808–1887). In zweiter Ehe war er verheiratet mit der Arzttochter Auguste Schumacher, geb. Heineken, beide hatten zwei Kinder.
Schumacher absolvierte ab 1797 das Alte Gymnasium in Bremen. Nach dem Abitur studierte er ab 1798 Rechtswissenschaften an der Universität Göttingen. Schumacher wurde 1803 zum Dr. jur. promoviert und war seit demselben Jahr Prokurator (Rechtspflege in der Staatsverwaltung) und Notar. Er wurde danach Staatsanwalt in Bremen.
1816 wurde er Senator in Bremen. Er leitete ab 1822 nach Senator Nonnen die 1817 gegründete Wegebaudeputation. Vom 30. Januar 1847 bis zu seinem Tod am 3. August 1853 war er als Nachfolger von Simon Hermann Nonnen Bremer Bürgermeister.
Schumacher wurde auf dem Riensberger Friedhof in der Grablage R 249–252 beerdigt. Der Schumacherweg in Bremen-Borgfeld wurde nach ihm benannt. Sein Enkelsohn war der Architekt und Oberbaudirektor von Hamburg Fritz Schumacher (1869–1947) und sein Neffe war der Senator Georg Schumacher (1803–1877).